# Крытово
Крытово — деревня в городском округе Серебряные Пруды Московской области России.

## География
Деревня находится в южной части области, в лесостепной зоне, на расстоянии примерно 16 километров (по прямой) к северо-западу от рабочего посёлка Серебряные Пруды, административного центра района. Абсолютная высота — 184 метра над уровнем моря.

### Климат
Климат характеризуется как умеренно континентальный, с умеренно холодной снежной зимой и тёплым летом. Среднегодовая температура воздуха — 6 °C. Средняя температура воздуха самого холодного месяца (февраля) — −7,7 °C (абсолютный минимум — −34,8 °C), средняя температура самого тёплого (июля) — 20 °С (абсолютный максимум — 39,4 °C). Продолжительность вегетационного периода составляет 180 дней. Годовое количество атмосферных осадков — 598 мм, из которых 425 мм выпадает в период с апреля по октябрь.

### Часовой пояс
Крытово, как и вся Московская область, находится в часовой зоне МСК (московское время). Смещение применяемого времени относительно UTC составляет +3:00.

## Население
| 2002 | 2006 | 2010 |
| ---- | ---- | ---- |
| 0    | →0   | →0   |

## История
Административно-территориальная принадлежность:
- 1861 — 1 (14) сентября 1917 года — деревня Косяевской волости Венёвского уезда Тульской губернии Российской империи.
- 1 (14) сентября 1917 — 18 (31) января 1918 года — деревня Косяевской волости Венёвского уезда Тульской губернии Российской республики.
- 18 (31) января 1918 — 30 декабря 1922 года — деревня Косяевской волости Венёвского уезда Тульской губернии РСФСР.
- 30 декабря 1922 — 20 июня 1924 года — деревня Косяевской волости Венёвского уезда Тульской губернии РСФСР СССР.
- 20 июня 1924 — декабрь 1925 года — деревня Серебряно-Прудского района Венёвского уезда Тульской губернии РСФСР СССР.
- декабрь 1925 — 14 января 1929 года — деревня Серебряно-Прудского района Тульской губернии РСФСР СССР (по данным 1926 года — в составе Малынского сельсовета).
- 14 января 1929 — 26 сентября 1937, 20 декабря 1942 — 1 февраля 1963, 11 января 1965 — 23 декабря 1976 года — деревня Малынского сельсовета Серебряно-Прудского района Центрально-Промышленной (до 3 июня 1929 года) и Московской (с 3 июня 1929 года) области РСФСР СССР.
- 26 сентября 1937 — 20 декабря 1942 года — деревня Малынского сельсовета Серебряно-Прудского района Тульской области РСФСР СССР.
- 1 февраля 1963 — 11 января 1965 года — деревня Малынского сельсовета Ступинского укрупнённого сельского района Московской области РСФСР СССР.
- 23 декабря 1976 — 26 декабря 1991 года — деревня Узуновского сельсовета Серебряно-Прудского района Московской области РСФСР СССР.
- 26 декабря 1991 — 3 февраля 1994 года — деревня Узуновского сельсовета Серебряно-Прудского района Московской области РФ.
- 3 февраля 1994 — 29 ноября 2006 года — деревня Узуновского сельского округа Серебряно-Прудского района Московской области РФ.
- 29 ноября 2006 — 23 ноября 2015 года — деревня Узуновского территориального отдела Серебряно-Прудского района Московской области РФ.
- 23 ноября — 8 декабря 2015 года — деревня рабочего посёлка Серебряные Пруды Серебряно-Прудского района Московской области РФ.
- С 8 декабря 2015 года по настоящее время — деревня рабочего посёлка Серебряные Пруды Московской области РФ.

Муниципальная принадлежность:
- 21 января 2005 — 7 ноября 2015 года — деревня сельского поселения Узуновское Серебряно-Прудского муниципального района Московской области РФ.
- С 7 ноября 2015 года по настоящее время — деревня городского округа Серебряные Пруды Московской области РФ.